# Chrysobothris andamana
Chrysobothris andamana es una especie de escarabajo del género Chrysobothris, familia Buprestidae. Fue descrita científicamente por Kerremans en 1891.